# حصار مضيق جبل طارق
حصار مضيق جبل طارق (بالإسبانية: Bloqueo del Estrecho de Gibraltar)‏ هي مجموعة عمليات بحرية وجوية لحكومة الجمهورية الإسبانية جرت قبل اندلاع الحرب الأهلية الإسبانية. بمجرد أن علمت الحكومة بعد ظهر يوم 17 يوليو 1936 أن الانقلاب تمكن في محمية المغرب، أرسل وزير البحرية خوسيه غيرال الذي أصبح بعدها بيومين رئيسا لحكومة الجمهورية الإسبانية عدة سفن حربية إلى مضيق جبل طارق لمنع مرور القوات الاستعمارية إلى شبه الجزيرة. وقصف بالطيران مواقع المتمردين في سبتة ومليلية وتطوان وخليج قادس.
وقام أطقم السفن الحربية بالعصيان ضد ضباطها المتمردين الذين انضموا إلى الانقلاب، وبسبب القضاء السريع على أرتال الجنرال مولا في معركة غواداراما لم يتمكن المتمردون من حسم المعركة مع وجود الجيش الأفريقي المكون من الفيلق الأجنبي والنظامية (وهي قوات مغربية بقيادة ضباط إسبان) معهم، وهي قوة قتالية رئيسة اعتمد المتمردين عليها كي يأخذوا مدريد. 
وبالنهاية تمكنت قوات المتمردين من التغلب على الحصار بفضل المساعدات السريعة التي تلقوها من ألمانيا النازية وإيطاليا الفاشية، الذين أمدوهم بالنقل الجوي والمقاتلات والقاذفات لتنظيم جسر جوي مع شبه الجزيرة بالإضافة إلى تحقيق التفوق الجوي في المضيق الذي جعل من الممكن في 5 أغسطس 1936 توجيه قافلة النصر من سبتة إلى الجزيرة الخضراء.

## البداية

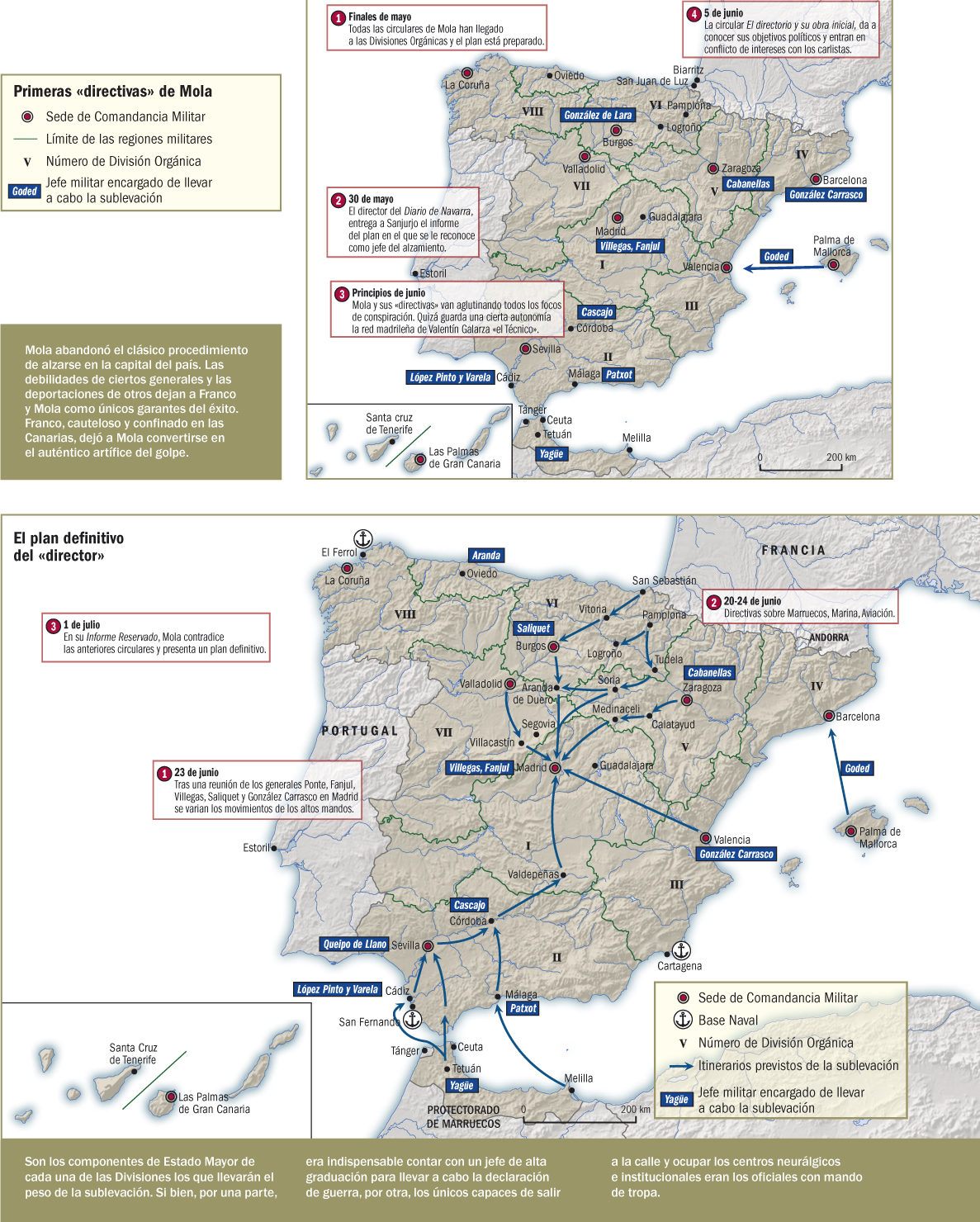
رسم خطة الانقلاب التي رسمها إميليو مولا.

كانت خطة الجنرال إميليو مولا «مدير» انقلاب يوليو 1936 هو صنع انتفاضة منسقة بين جميع الحاميات الملتزمة، الذين سيزرعون حالة حرب في تمردهم، بدءًا من جيش إفريقيا الذي قام بمناورات بين 5 و 12 يوليو في لانو أماريلو. حيث اكتملت تفاصيل الانتفاضة في المحمية المغربية. وكما كان متوقعًا فإنه سيكون من الصعب على الانقلاب أن ينجح بمفرده في مدريد (الانتفاضة في العاصمة ستكون تحت قيادة الجنرال فانخول)، وسيتوجه رتل من الشمال بقيادة مولا إلى مدريد لدعم تمرد حامية العاصمة. وفي حال فشل كل ذلك، فالمخطط أن يذهب الجنرال فرانكو بعد ثورة جزر الكناري إلى محمية المغرب على متن طائرة دراجون رابيد ليعبر مضيق جبل طارق ويتقدم نحو مدريد من الجنوب ومن الغرب.
في نفس اليوم 19 يوليو بعد إخماد تمرد الجنرال فانخول، خرجت عدة أرتال من العاصمة نحو سييرا دي جواداراما تضم رجال الميليشيا وقوات من الوحدات العسكرية التي حلتها الحكومة لمنعهم من الانضمام للانتفاضة. وهناك تمكنوا من منع أرتال المتمردين التي أرسلها الجنرال مولا من كاستيا وليون ونافارا لعبور ممرات جبال مدريد والوصول إلى العاصمة. وهكذا استقرت الجبهة الشمالية لمدريد حتى نهاية الحرب. عُرفت هذه الحملة الأولى للحرب الأهلية باسم معركة غواداراما. ولم يبق لنجاح الانقلاب إلا قدرة الجيش الاستعماري من دخول شبه الجزيرة من المغرب.

## تطور النزاع

### حصار بحرية الجمهورية على المضيق
بمجرد أن تلقت الحكومة الأنباء الأولى للانتفاضة في المحمية الإسبانية في المغرب مساء يوم الجمعة 17 يوليو حتى أمر وزير البحرية خوسيه غيرال (الذي أصبح بعد يومين رئيسا لحكومة الجمهورية بعد استقالة حكومة سانتياغو كاساريس كيروغا) بإرسال عدة سفن حربية إلى مضيق جبل طارق لمنع مرور القوات الاستعمارية (مكون من الفيلق الأجنبي والنظامية) إلى شبه الجزيرة وقصف مواقع المتمردين في شمال إفريقيا.
كما أمرت الطائرات المتاحة بالمشاركة في القصف، حيث تم تحويل الطائرات التجارية دوغلاس دي سي-2 وفوكر إف السابعة إلى عسكرية بسرعة، وأقلعت من مطار تبلادة (إشبيلية) حيث نفذت سلسلة من الغارات في 17 و 18 يوليو فوق مليلية (قصفت مقر الفيلق الإسباني) وسبتة والعرائش وتطوان. وفي تطوان وهي عاصمة المحمية، تم إسقاط 8 قنابل أصابت مبنى المفوضية السامية ولكن قصفت أيضًا المسجد ومحيطه، مما تسبب في وقوع العديد من الضحايا. فاندلع في الحي المعروف باسم المدينة العتيقة لتطوان انتفاضة شعبية مغربية ضد الإسبان لقصفهم البيوت والمساجد وجمعهم حول المتمردين".

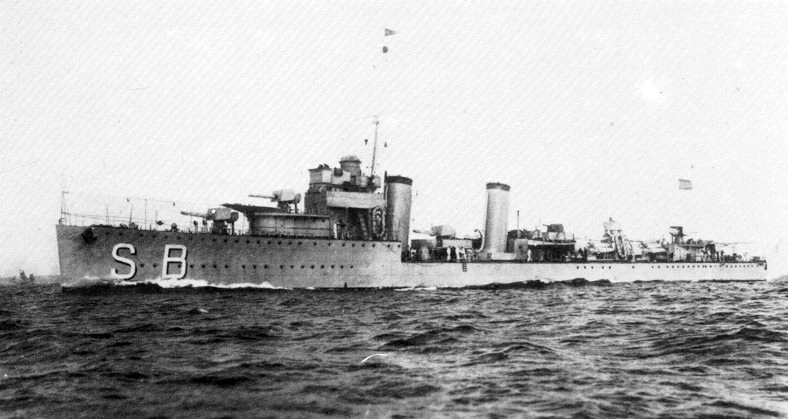
المدمرة سانشيز باركيزتيغي

في فجر يوم السبت 18 يوليو أرسل الجنرال فرانكو من جزر الكناري برقية تهنئة إلى مليلية على نجاح الانتفاضة، والتي تم نقلها إلى القواعد البحرية. ومن محطة كارتاخينا أرسلت رسالة فرانكو إلى مركز الإبراق الراديوي في هيئة الأركان العامة للبحرية في مدريد مع تعليمات «العلاج الصعب». في ذلك الوقت كان الضابط الثالث لفيلق المساعدة الراديوية بنيامين بالبوا لوبيز المنتسب إلى الاتحاد العسكري الجمهوري المناهض للفاشية UMRA وقام مباشرة بإبلاغ مساعد الوزير غيرال الأدميرال البحري بيدرو برادو منديزابال متخطيا التسلسل في قيادة هيئة الأركان العامة للبحرية لأنه شك بتورطهم بالمؤامرة، بمن فيهم رئيسه نائب الأميرال خافيير سالاس، وعندما تلقى الأمر من رئيس مركز التلغراف اللاسلكي لإبلاغ رسالة فرانكو إلى الحاميات، رفض بالبوا أن يطيعه واعتقله. ثم اتصل بجميع سفن البحرية ومشغلي الإبراق الراديوي الذين يعرف معظمهم شخصيًا، وأخبرهم أن ضباطهم قد يكونون على وشك الانتفاض ضد الحكومة ووضعوا مفتاحًا لهم للتواصل إذا حدث هذا.
أطاع قادة المدمرتين ألميرانتي فالديس وسانشيز باركيزتيغي أوامر وزير البحرية بقصف مواقع المتمردين في المغرب، لكن بعد إطلاق النار على سبتة، قرروا دخول مليلية التي من المفترض أنها منحازة إلى المتمردين. ومن جانب آخر رفضت المدمرة تشوروكا والزورق الحربي داتو أوامر القصف وقامت فوق ذلك بنقل القوات المتمردة من سبتة إلى قادس. ففي يوم السبت 18 يوليو قامت المدمرة تشوروكا وmontonave Ciudad de Cádiz بأخذ 220 عسكريا إلى قادس، وفي اليوم التالي نقل الزورق داتو بالاشتراك مع السفينة كابو إسبارتيل بنقل 170 مقاتل إلى الجزيرة الخضراء.

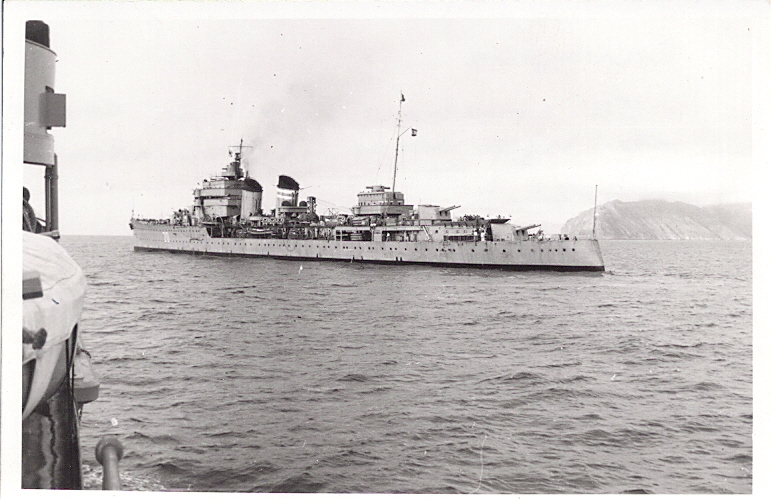
الطراد الخفيف ميغيل دي سيرفانتس

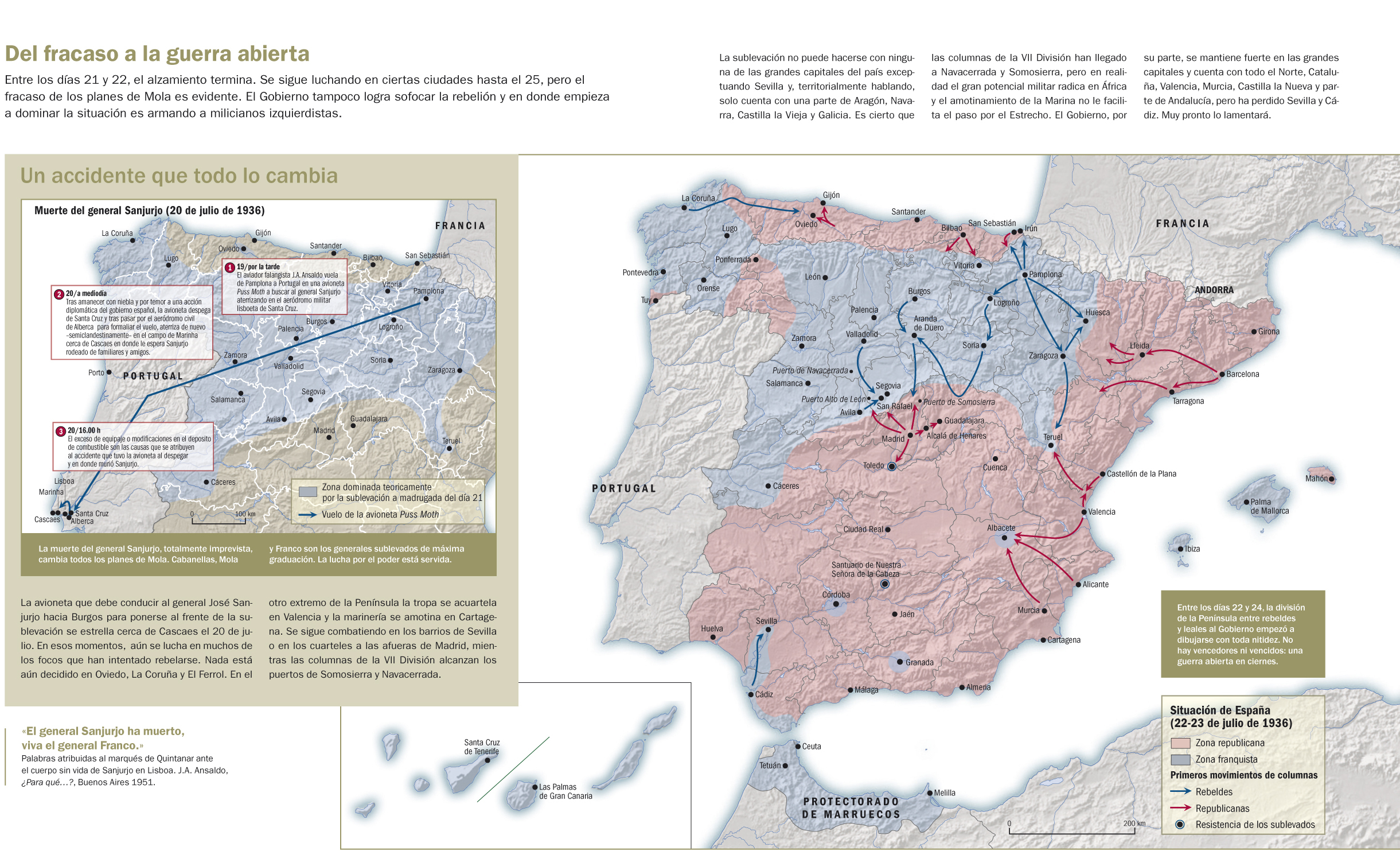
الوضع يومي 22-23 يوليو 1936، قبل المشاركة الألمانية والإيطالية. المناطق التي يسيطر عليها المتمردون باللون الأزرق.

وفي مساء السبت 18 يوليو قامت طواقم المدمرة ألميرانتي فالديس وسانشيز باركيزتيغوي بالعصيان واعتقال ضباطهم المتمردين، وتركوا مليلية متجهين إلى القاعدة البحرية في كارتاخينا. وفي اليوم التالي قام طاقم شوروكا أيضًا بالعصيان واعتقال ضباطهم المتمردين. وفي نفس اليوم أجبرت طواقم سفن خفر السواحل Uad-Lucus و Uad-Muluya والزورق الحربي Laya قادتهم على الذهاب إلى ميناء طنجة الدولي (بينما انضم خفر السواحل Dato و Uad-Kert إلى الانتفاضة ودخلت سبتة بالإضافة إلى قارب الطوربيد T-19). استمرت العصيان في بقية المدمرات والطرادات والسفن الحربية الموجودة في منطقة المضيق. وكذلك قام طاقم الغواصات C-4 و B-1 بالعصيان عندما اشتبهوا في موقف ضباطهم. وقبض على ضباط غواصة C-6 عند رسوها في ملقة.
هكذا تم تنفيذ الأمر بإغلاق مضيق جبل طارق لمنع مرور القوات المتمردة من المحمية المغرب إلى شبه الجزيرة بعد رحلتي المدمرة شوروكا والزورق الحربي داتو في 18-19 يوليو. وقد مرت عبره اثنتان من الزوارق محملة بـ 150 رجلاً في ليلة 24 إلى 25 يوليو، بقيادة الملازم مورا دي فيغيروا معتمدا على الضباب الكثيف الذي حجبهم عن أجهزة كشف السفينة خايمي الأول. وكانت تلك السفينة الوحيدة التي اجتازت الحصار الجمهوري.
وفي 25 يوليو قامت البارجة خايمي الأول والطراد ليبرتاد والطراد ميغيل دي سرفانتس بمهمة قصف مواقع المتمردين في سبتة، وفي اليوم التالي تعرضت مليلية للمضايقة من طائرات بريجيت 19 التي وقعت بأيدي المتمردين. في 2 أغسطس قاموا مرة أخرى بقصف سبتة بالإضافة إلى الجزيرة الخضراء وطريفة.

### عبور المضيق عبر الطيران

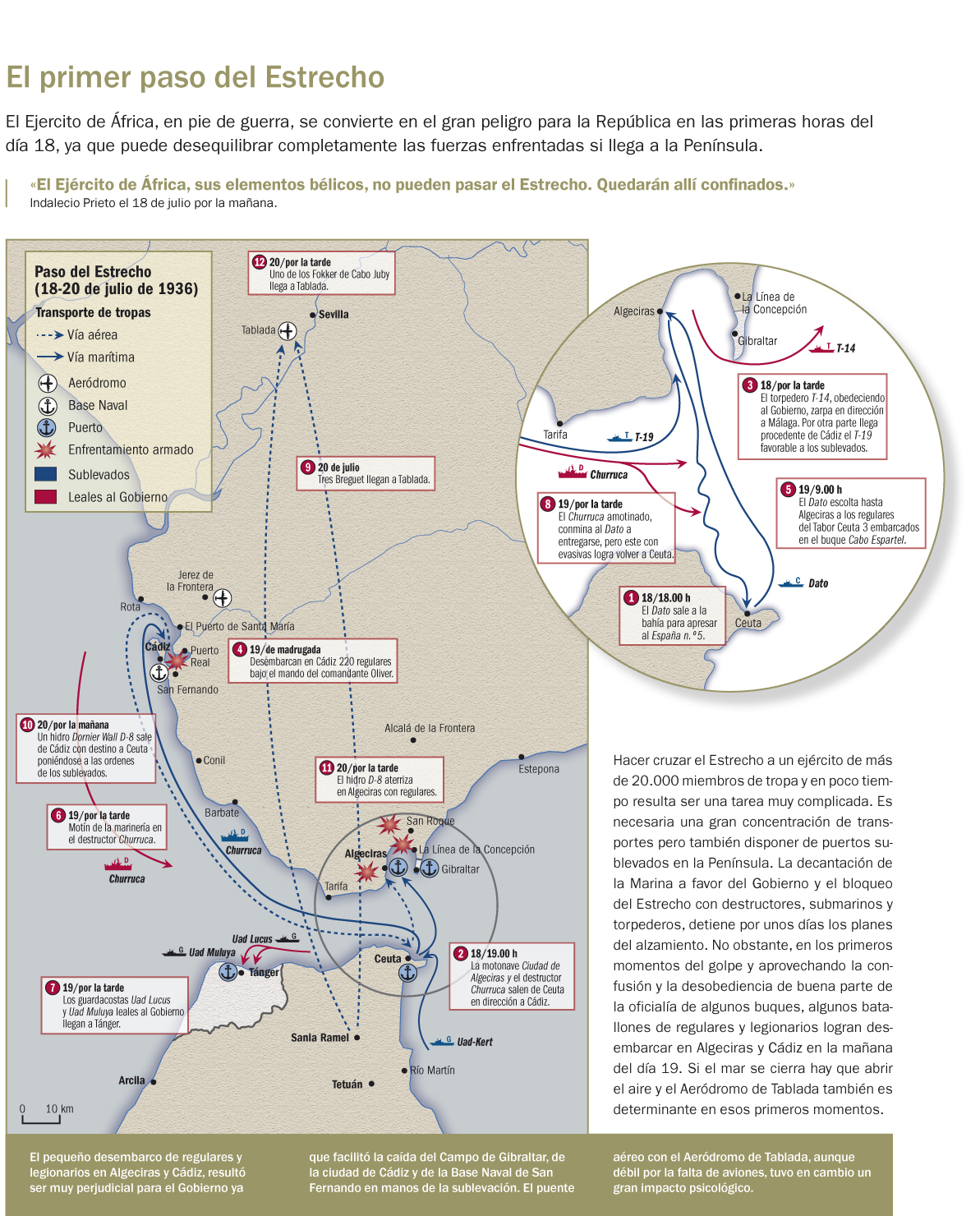
إنفوغراف يوضح عبور بعض وحدات المتمردين في الجيش الأفريقي مضيق جبل طارق ما بين 18-20 يوليو 1936.

كان حل القوات المتمردة في شمال إفريقيا للتغلب على الحصار المفروض عليها هو تنظيم جسر جوي بدائي من اثنين من طائرات دورنير المائية من قاعدة قادس البحرية وثلاثة قاذفات من طراز Fokker F.VII أقلعت من رأس جوبي بعد أن استدعتها الحكومة، لكنها هبطت في العرائش وطبلدة (إشبيلية) الواقعة في أيدي المتمردين. وفي كل رحلة نظمها الجنرال كيندلان كانت Fokker F.VII تنقل مابين 10 و 15 من جنود الفيلق من تطوان إلى طبلدة.
بعد تمرد أطقم الأسطول لم يكن لدى المتمردين أي سفن حربية رئيسية في منطقة المضيق لرفع الحصار، وأما الطائرات فلم يكن لديهم سوى ستة طائرات من طراز Breguet 19 (بالإضافة إلى سبع كانت في تطوان تحت الصيانة.) واثنين من المقاتلات نيوبورت 52 وبعض الطائرات البحرية التي يمكن استخدامها لقصف الأسطول الجمهوري. وهكذا في 26 يوليو قصفت ثلاث طائرات من طراز Breguets السفينة الحربية خايمي الأول والطراد ليبرتاد والغواصة C-3 يوم 29 يوليو، مما أجبرها على الغوص. ولكن على الرغم من حقيقة أن القصف كان صعبًا للغاية بالنسبة لهذه الطائرات البطيئة والقديمة إلا انهم تمكنوا من مضايقة الأسطول الجمهوري لأنه بعد تلك التمردات انخفضت الروح المعنوية وقياداته ليست من الرتب العالية وفقيرة الخبرة. بالإضافة إلى ذلك كان هناك في منطقة المضيق أسطول ألماني يتكون من 3 سفن حربية وطرادتين و 4 مدمرات، مما جعل من الصعب السيطرة وقصف ساحل البحرية الجمهوري. وأخيرًا اعتبارًا من 3 أغسطس أرسل موسوليني ستة من القاذفات الإيطالية التسعة سافويا - ماركيتي التي وصلت إلى تطوان في 30 يوليو لدعم المتمردين.
دفع التفوق الجوي للمتمردين إلى أن يأمر الجنرال فرانكو بنقل عدة وحدات من الجيش الأفريقي عن طريق أسطول صغير عبر المضيق في 5 أغسطس. وأطلق المتمردون عليه اسم قافلة النصر. ولكن أثبت الأسطول الجمهوري أنه لا يزال يمتلك المضيق وانتقامًا لمرور القافلة قامت في 7 أغسطس السفينة حربية خايمي الأول ومعها الطراد ليبرتاد ومدمرتين بالهجوم على خليج الجزيرة الخضراء وقصف البطاريات الساحلية والقارب الحربي إدواردو داتو، الآلة البحرية الرئيسية للمتمردين في المنطقة، مما أدى إلى تعطيلها بسبب حريق حتى نهاية الصراع تقريبًا. وتضررت سفينة Uad Kert بسبب تأثير الحرارة. من جانبه قصف الطراد ميغيل دي سرفانتس قادس والمدمرة Almirante Valdés Larache، وفي 13 أغسطس أصاب قاذفتان ألمانيان يونكر يو 52 السفينة خايمي الأول مما تسبب أضرارا في بعض النطاقات المهمة. الأمر الذي أدى الانتقام من سفينة ليبرتاد حيث قتلت العديد من الضباط الذين احتجزوا هناك بسبب تمردهم في انتفاضة يوليو.
مع استمرار سيطرة الحكومة على عبور المضيق، نظم المتمردون جسرًا جويًا حقيقيًا بعد وصول أول عشرين طائرة نقل ألمانية يونكر يو 52 أرسلها هتلر إلى المحمية المغربية، ويمكن تحويلها إلى قاذفات برفقة مقاتلين. نقل في هذا الجسر الجوي بين المغرب وشبه الجزيرة أكثر من 13,000 من الفيلق الإسباني والنظامي والأفريقي بين نهاية يوليو ونهاية أكتوبر 1936.

### إرسال الأسطول الجمهوري شمالا
أثبتت عدم فعالية أسطول من خمس غواصات أرسلته الحكومة إلى بحر كانتابريا لإنهاء هيمنة أسطول المتمردين الصغير في ذلك البحر، فأرسلت في 21 سبتمبر الجزء الأكبر من أسطولها الجمهوري سفينة حربية خايمي الأول وطرادي ميغيل دي سرفانتس وليبرتاد وست مدمرات) بهدف أساسي هو وقف تقدم قوات التمرد على طول الساحل بعد الإستيلاء على إرون وسان سيباستيان في حملة غيبوثكوا. ووصف القرار وفقًا لمايكل ألبرت «بالأسوأ في كامل حرب أهلية»، متأثرا بالاعتقاد بأن طراد المتمردين كناريا لن يأخذ وقتًا حتى ينتهي به المطاف في حوض السفن في فيرول بسبب ضرر مزعوم عن قنبلة أسقطت عليه في 22 أغسطس (لم تكن القيادة الجمهورية تعرف أن القنبلة سقطت في الماء). كان هناك أيضًا سبب سياسي: لدعم سلطة الجمهورية في إقليم الباسك، حيث كانت حكومة إقليمية ذاتية على وشك التشكيل بمجرد الموافقة على النظام الأساسي للحكم الذاتي (الذي حدث في 1 أكتوبر). كما حسبت بثقة مفرطة في أن المدمرات الخمسة التي تركت في منطقة مضيق جبل طارق ستكون كافية للحفاظ على حصار المضيق. وأخيرًا تأثر قرار إرسال الأسطول الجمهوري إلى الشمال برفض بريطانيا العظمى -التي كان لديها أكبر أسطول حربي في البحر الأبيض المتوسط- طلب الحكومة الجمهورية بوقف حركة المرور المحايد المتوجه إلى أرض العدو، وبذا لايمكن للسفن الحربية الجمهورية منع السفن التجارية الألمانية والإيطالية من انزال المواد العسكرية في موانئ سبتة أو مليلية أو قادس أو الجزيرة الخضراء أو إشبيلية التي يسيطر عليها المتمردون.
في 23 سبتمبر وصل الأسطول إلى خيخون، بينما استمرت المدمرات الثلاث نحو سانتاندر. فتمكنوا من شل أو تعطيل العمليات البرية للمتمردين. وهكذا اضطر الجنرال مولا إلى تعليق الهجوم على بيسكاي وبلباو وتأخر تقدم الأرتال الجاليكية نحو أوفييدو، حيث أجبروا على الذهاب إلى الداخل. فتفوقها كان مطلق، وخلال إقامة الأسطول الجمهوري في بحر كانتابريا توقف كل نشاط للبحرية المتمردة المحمية في القاعدة البحرية فيرول. «وعلى الرغم من أن الحكومة حررت تجارتها الخاصة إلا أنها لم تفعل شيئًا لتحقيق السيطرة على اتصالات العدو، لأنه لم يتوقف وصول المواد المستمر من ألمانيا إلى إشبيلية الذي أصبح طريقها شبه متحررا. فالهيمنة المؤقتة للمنطقة لم تمنع إنزال قوات في أماكن مختلفة من الساحل الشمالي. ومع ذلك كانت النتيجة الكبرى لعدم اتخاذ قرارات واضحة لتوغل سفن كناريا والأميرانتي سيرفيرا في مضيق جبل طارق».

### كسر الحصار

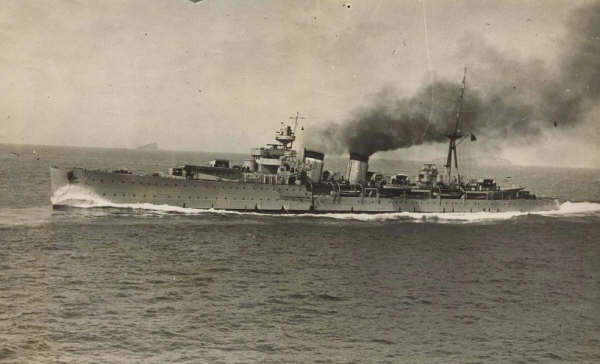
الطراد الأميرانتي سيرفيرا

وصل إلى المضيق فجر 29 سبتمبر 1936 طرادان للمتمردين. وفي الساعة 5:30 صباحًا لاحظت الطراد كناريا المدمرة الحكومية ألميرانتي فرنانديز في بحر البوران فأطلقت عليها نيران المدفعية مما تسبب في توقف السفينة وإحراقها دون أن تتمكن من إطلاق أي طلقات استجابة، وقد غرقت على بعد 18 ميلاً بحريًا جنوب قرية بونتا دكالابوراس مع طاقمها بالكامل المكون من 160 شخصًا.
من جانبها حددت الأميرانتي سيرفيرا مدمرة حكومية أخرى هي جرافينا، فأصابتها 300 طلقة من مدفعيتها الرئيسية، واضطرت إلى اللجوء إلى ميناء الدار البيضاء. بينما كانت الأميرانتي سيرفيرا تلاحق جرافينا أوقف الطراد كناريا إطلاق النار لالتقاط 31 من الناجين ومنحت إذنًا لسفينة تجارية فرنسية كان بالقرب لالتقاط 25 آخرين، بما في ذلك القائد الشاب لألميرانتي فرنانديز.
عندما علم رئيس الأسطول الجمهوري اللفتنانت كوماندر ميغيل بويزا بسقوط ألميرانتي فرنانديز، احتج عند وزير البحرية والطيران إنداليسيو برييتو بسبب نقص المعلومات الجوية التي كانت السفن تطلبتها بإصرار ووعود دون النتيجة، وكان من الممكن تجنب التضحية العقيمة من الهبة البطولية للمدمرة.

## النتائج
بعد ظهر يوم 29 سبتمبر بدأ طرادا المتمردين بالمرافقة في أول عملية نقل للجنود من سبتة إلى شبه الجزيرة. «تمكنت في الأيام الأولى من إدخال مابين 6000 و 8000 رجل إلى شبه الجزيرة بعتادهم، ومنذ ذلك الحين لم تحصل أي معارضة على مرور القوات.» وبعد مرافقة القوافل نفذت طرادي كناريا والأدميرال سيرفيرا أول عملية توغل أسطول من مناطق المتمردين في البحر الأبيض المتوسط. والهدف كان قصف خزانات النفط في ألمرية. وفي 9 أكتوبر أغرقت الأميرانتي سيرفيرا سفن خفر السواحل Uad-Muluya و Uad-Lucus أثناء إطلاق النار على ساحل ملقة. لم يستجب الطيران الجمهوري ولا الغواصات الأربع من الفئة ب التي كانت في المنطقة.
في أوائل نوفمبر 1936 نشر المتمردون أسطولًا من السفن المسلّحة في المضيق وحدثوا البطاريات الساحلية في سبتة والجزيرة الخضراء وطريفة ووسّعوها، مما جعل مضيق جبل طارق مغلقًا دائمًا أمام حركة العدو. وفقًا للمؤرخ البريطاني مايكل ألبرت: